# أغنيس كريستين جونستون
أغنيس كريستين جونستون (بالإنجليزية: Agnes Christine Johnston) هي كاتِبة وكاتبة سيناريو أمريكية، ولدت في 11 يناير 1896 في Swissvale, Pennsylvania ‏ في الولايات المتحدة، وتوفيت في 19 يوليو 1978 في سان دييغو في الولايات المتحدة.

## وصلات خارجية
- أغنيس كريستين جونستون على موقع IMDb (الإنجليزية)
- أغنيس كريستين جونستون على موقع ألو سيني (الفرنسية)
- أغنيس كريستين جونستون على موقع أول موفي (الإنجليزية)
- أغنيس كريستين جونستون على موقع قاعدة بيانات برودواي على الإنترنت (الإنجليزية)
- أغنيس كريستين جونستون على موقع قاعدة بيانات الأفلام السويدية (السويدية)
- أغنيس كريستين جونستون على موقع قاعدة بيانات الفيلم (الإنجليزية)
- أغنيس كريستين جونستون على موقع كينوبويسك (الروسية)